# Рябова, Светлана Леонидовна
Светла́на Леони́довна Ря́бова (род. 27 марта 1961, Минск, СССР) — советская и российская актриса театра и кино, с 1984 года — артистка Московского театра сатиры. Народная артистка России (2006).

## Биография
Светлана Рябова родилась 27 марта 1961 года в Минске.
После окончания Минского театрального института уехала в Москву. В 1984 году окончила Театральное училище им. Щукина (мастерская А. Бурова).
Сыграла в кино более тридцати ролей. С 1984 года служит в московском Театре сатиры.
Живёт в Москве.

## Семья
Состояла в фактическом браке с Андреем Барило (род. 1973), российским актёром театра и кино, артистом Московского академического театра Сатиры.
- Дочь — Александра Андреевна Рябова (род. 1995), окончила режиссёрский факультет ВГИКа
- Дочь — Екатерина Андреевна Рябова (род. 1998)

В настоящее время Светлана состоит в браке. О её муже известно только, что он не имеет отношения к искусству.

## Актёрские работы

### В кино
1. 1983 — Отцы и дети — Фенечка
2. 1984 — Мой избранник — Катя Иванова, мама с двумя детьми, посетительница с просьбой о квартире
3. 1984 — Особое подразделение — Вика
4. 1984 — Расставания — Вера
5. 1985 — Большое приключение — мама Яны
6. 1985 — Дикий хмель — Наташа Миронова
7. 1985 — Не ходите, девки, замуж — Оля Дёмина, доярка
8. 1986 — Аэропорт со служебного входа — Егорова, информатор «Телесправки»
9. 1986 — Двое на острове слёз — Ольга
10. 1986 — Первый парень — Людмила, жена Виктора
11. 1986 — Покушение на ГОЭЛРО — Антонина Мокина, секретарша в ГПУ
12. 1987 — Сильнее всех иных велений — Устя Клепикова
13. 1987 — Христиане — женщина с ребёнком, слушательница в суде
14. 1988 — Брызги шампанского — Надежда
15. 1988 — Гадание на бараньей лопатке — Валентина
16. 1990 — Мой муж — инопланетянин — Люся
17. 1990 — Такси-блюз — в первой сцене, «девушка из Фрязино», едущая в такси (эпизод)
18. 1990 — Ребро Адама — Лидия, старшая дочь Нины Елизаровны от первого брака / бабушка в молодости
19. 1991 — Заряженные смертью — Рита
20. 1992 — Прощальные гастроли — Виктория Дмитриевна, актриса, жена главного режиссёра театра
21. 1993 — Желание любви — Зинаида Павловна Колосова
22. 1993 — Не хочу жениться! — Анна Петровна Бугрова, лейтенант милиции
23. 1993 — Твоя воля, Господи! — Алина, врач
24. 1993 — Ты у меня одна — Аня Коливанова, младшая сестра Лёши
25. 1995 — Летние люди — Калерия Васильевна, сестра Басова
26. 1999 — Д. Д. Д. Досье детектива Дубровского — Катя, жена Неверова
27. 2002 — Закон — Рита Скляр
28. 2002 — Русский водевиль
29. 2005 — Косвенные улики — Надя
30. 2006 — Внимание, говорит Москва! — Валентина Вольникова, мама Славки, актриса
31. 2007 — Мы будем счастливы, моя прелесть — Катя
32. 2008 — Право на Надежду — Надежда, мать Кристины
33. 2009 — Исаев — Наталья Ильинична Канкова, внучатая племянница Карамзина
34. 2011 — Дело гастронома № 1 — Вера Анилина, жена Анилина, первый заместитель Беркутова
35. 2013 — Незабудки — Елена Всеволодовна, педагог по вокалу

### В театре
- 1984 — Прощай, конферансье! — Вера
- 1984 — Самоубийца — Мария Подсекальникова
- 1986 — Роковая ошибка — Надька
- 1987 — Последние — Вера
- 1990 — Идеальный муж — Мэйбл
- 1994 — Укрощение строптивой
- 1996 — Трёхгрошовая опера
- 1997 — Лунный свет, медовый месяц
- 1998 — Ревизор
- 2001 — Орнифль — мадемуазель Сюпо, секретарь Орнифля
- 2005 — Хомо эректус
- 2006 — Ни сантима меньше
- 2007 — Женщины без границ — Вера
- 2013 — Идеальное убийство — Миссис Пайпер
- 2014 — Грустно, но смешно
- 2014 — Невидимые миру слёзы — Мурашкина, Попова, Наталья Степановна
- 2015 — Ночь ошибок — Миссис Хардкасл
- 2015 — Чемоданчик — Соня
- Автобус — влюблённая
- Босиком по парку — Кори Бреттер
- Молодость Людовика XIV — Жоржетта
- Трибунал — Лариса Подоплёкова

## Награды и призы
- 1993 — Приз «Зелёное яблоко — золотой листок» за лучшую женскую роль в фильме «Желание любви»
- 1993 — Приз «Зелёное яблоко — золотой листок» за лучшую женскую роль в фильме «Твоя воля, Господи!»
- 1993 — Приз «Зелёное яблоко — золотой листок» за лучшую женскую роль в фильме «Ты у меня одна»
- 1995 — Присвоено звание заслуженной артистки Российской Федерации[5]
- 1996 — Приз на МКФ «Балтийская жемчужина» за лучшую женскую роль второго плана в фильме «Летние люди»
- 2006 — Присвоено звание народной артистки Российской Федерации[3]
- 2020 — Награждена орденом Дружбы[6]